# Morituri (album)
Pour les articles homonymes, voir Morituri.
Albums de Jean-Louis Murat
Babel
(2014) Travaux sur la N89
(2017)
Morituri est un album musical de Jean-Louis Murat, qui est sorti le 15 avril 2016 sur le label PIAS.

## Liste des titres de l'album
| No  | Titre                    | Durée |
| --- | ------------------------ | ----- |
| 1.  | French Lynx              |       |
| 2.  | Frankie                  |       |
| 3.  | Tarn et Garonne          |       |
| 4.  | La Pharmacienne d'Yvetot |       |
| 5.  | Le Chant du coucou       |       |
| 6.  | Interroge la jument      |       |
| 7.  | Tous mourus              |       |
| 8.  | La Chanson du cavalier   |       |
| 9.  | Nuit sur l'Himalaya      |       |
| 10. | Morituri                 |       |
| 11. | Le Cafard                |       |

L'édition sur vinyle omet quatre des titres du CD (Interroge la jument, Tous mourus, Nuit sur l'Himalaya, Le Cafard) mais propose une chanson qui n'y figure pas (Un homme ou bien) :
Face A
1. French Lynx
2. Frankie
3. Tarn et Garonne
4. La Pharmacienne d'Yvetot

Face B
1. La Chanson du cavalier
2. Le Chant du coucou
3. Morituri
4. Un homme ou bien (inédit en CD)

## Single
Le premier single extrait est French Lynx paru le 17 février 2016.